# Hieronim Bobola
Hieronim Bobola herbu Leliwa z Piasków (ur. 1521, zm. 1561) – dowódca w zamku w Niedzicy, obrońca przed natarciem wojsk Jana Zapoli, dziedzic Strachociny, Zmiennicy (kupionej w 1514) – dóbr koło Sanoka.

## Rodzina Hieronima Boboli
Syn Jana Boboli ze Strachociny i  Heleny z  Żurawicy. Pochodził z wielodzietnej rodziny.
Miał czterech braci: Jarosława, Stanisława, Krzysztofa – ożenionego z  Elżbietą z  Wielopolskich h. Starykoń (1520 – 1615), i Zbigniewa, oraz  trzy siostry Zofię, Reginę i Annę Krzeszowską.
Został w 1540 r. po śmierci ojca, następcą dóbr królewskich Strachocinie, którą otrzymał w dożywotnią dzierżawę. Kupił też wieś Zminnicę i dzierżawił m. Złota koło Sandomierza.
Ożenił się z Katarzyną Bobolą, której król 4 marca przyznał w 1552 r. w dożywocie Strachocinę.
Miał trzech synów:
- Andrzeja – w l. 1576 – 1604 proboszcza i przełożonego szpitala  w Dubiecku – autora rękopiśmiennej historii kościoła w tym grodzie,
- Jana – dziedzica po ojcu Strachociny, otrzymanej  w 1582 r. od króla w dożywocie, uczestnika  protestów ziemian przemyskich, (8 maja 1587 r. w Wiszni i 21 stycznia 1597 r. w Przemyślu), ożenionego z Zofią Mleczko (córką Jakuba Mleczki), z którą miał syna; Jana (1592-1635) i Remigiana uczestnika 1 maja 1617 pospolitego ruszenia ziemian sanockich.
- Wojciecha – poległego 27 maja 1606 r. w Moskwie, w czasie zbrojnej napaści Moskali na wojsko polskie, stanowiące orszak Maryny Mniszchównej.

7 lutego 1616 r. jego  żona Hieronima, Katarzyna Bobola; zrzekła się swych praw do własności ziemskich na rzecz  swego syna  Jana Boboli, który  otrzymał Zmiennicę i w dzierżawę Krościenko Wyżne.

## Burzliwe życie Hieronima Boboli
Z bratem  Jarosławem Bobolą z Piasków „szlachcicem -gołotą”, „nieosiadłym” w 1521 roku, dopuścił się na moście królewskim na Sanie pod Przemyślem rozboju, i poranił straż mostową,  oraz zabił Rubina Powerskiego. W 1537 r. szesnaście lat później Jarosław Bobola skazany był na banicję za zabójstwo Jana z Gnojnicy. Dzięki protekcji uniknął z bratem miecza katowskiego i ustatkował się.
Hieronim Bobola  z pożytkiem dla kraju wyładował swój temperament, gdy dzięki poparciu Hieronima Łaskiego, na  wiosnę 1535 r. otrzymał dowództwo „nad zamkiem dunajeckim” w Niedzicy i dzielnie go bronił przed Mirkowiczem i innymi sprzymierzeńcami Jana Zápolyi, a nawet wychodząc przeciw nim w pole, gromił ich zwycięsko.
Hieronim Bobola był opiekunem Jana Krzysztofa Tarnowskiego (1537–1567)- syna hetmana Jana Amora Tarnowskiego i   wysłanego celem wychowania na dwór cesarza  Ferdynanda (1503 – 1564) – arcyksięcia austriackiego.

## Majątek Hieronima Boboli
Po śmierci ojca swego Jana Boboli, otrzymał w dzierżawę Strachocinę, (najpierw czasowo, później  na stałe od 1540 r.).
Za wstawieniem się kasztelana krakowskiego, Jana Tarnowskiego, 9 kwietnia 1541 r. uzyskał pozwolenie króla na kupno wójtostwa we wsi Zmiennica, (pow. Brzozów).
Prócz tego dzierżawił wieś Złota, pod Sandomierzem. Żonie jego, Katarzynie Boboli, przyznał król 4 marca 1552 r. dożywocie Strachocinę.
Hieronim Bobola zmarł po 20 grudnia w 1561 r.